# ABC@home

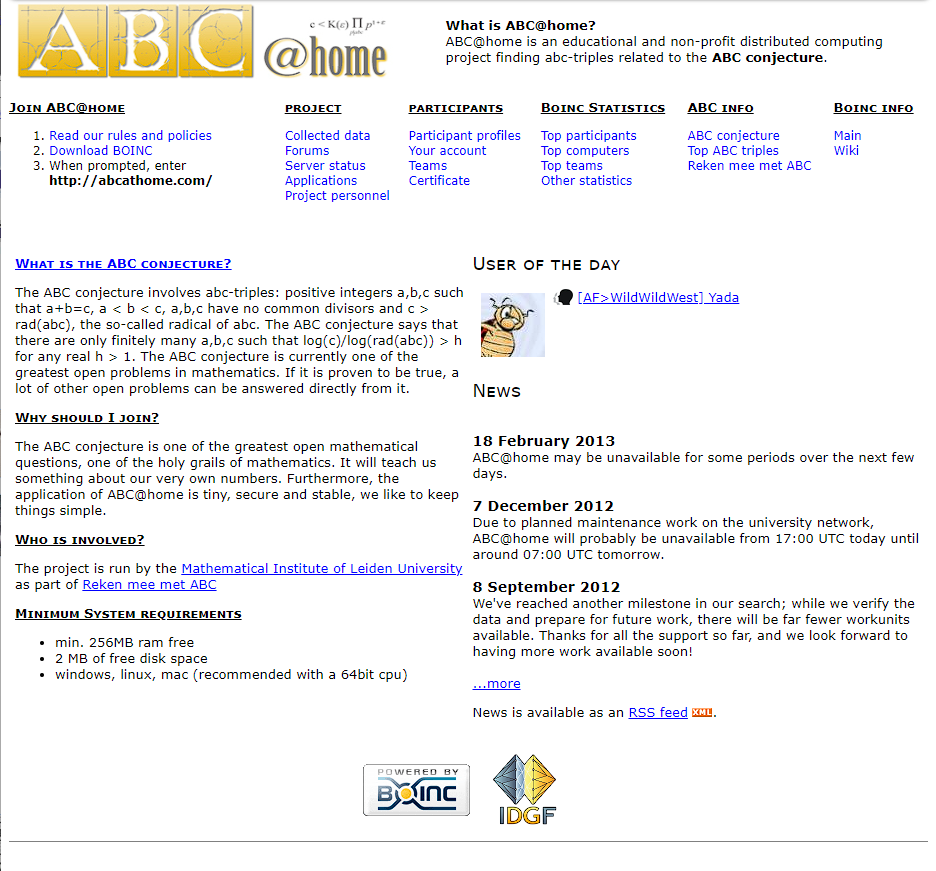
Capture d'écran de la page web ABC@Home

ABC@home est un projet informatique de calcul distribué utilisant le système BOINC afin de démontrer la conjecture abc en trouvant tous les triplets abc jusqu'à 1018, voire plus. Ce projet a été lancé par l'institut de mathématiques de l'université de Leyde (Pays-Bas).